# Granzin
Granzin ist eine Gemeinde im Landkreis Ludwigslust-Parchim in Mecklenburg-Vorpommern (Deutschland). Sie wird vom Amt Eldenburg Lübz mit Sitz in der Stadt Lübz verwaltet.

## Geografie und Verkehr
Die Gemeinde liegt etwa zehn Kilometer nordöstlich von Parchim und zirka acht Kilometer nordwestlich von Lübz. Größere Gemeindeteile, vor allem im Westen, sind flach und sumpfig. So gibt an der Gemeindegrenze zu Obere Warnow und Rom das zum Naturschutzgebiet Großes Moor bei Darze gehörende Granziner Torfmoor. Hier entspringt der kleine Fluss Wocker. Größtes Fließgewässer der Gemeinde ist jedoch der Rote Bach. Höchste Erhebung im Gemeindegebiet dürfte der Knaaksberg mit 85,8 m ü. NHN im Norden sein.
Zur Gemeinde gehören die Ortsteile Bahlenrade, Beckendorf, Granzin, Greven und Lindenbeck.

## Geschichte
Die erste Erwähnung des heutigen Dorfes Granzin findet sich auf einer Urkunde vom 3. November 1235. In dieser Urkunde verlieh Bischof Brunward von Schwerin dem Zisterzienser-Nonnenkloster Rühn bei Bützow den Zehnten von Bauernstellen im Ort Granzin. Aus den folgenden Jahrzehnten sind weitere Urkunden bekannt, die unter anderem von Grenzstreitigkeiten Verpfändungen und Verkäufen berichten.

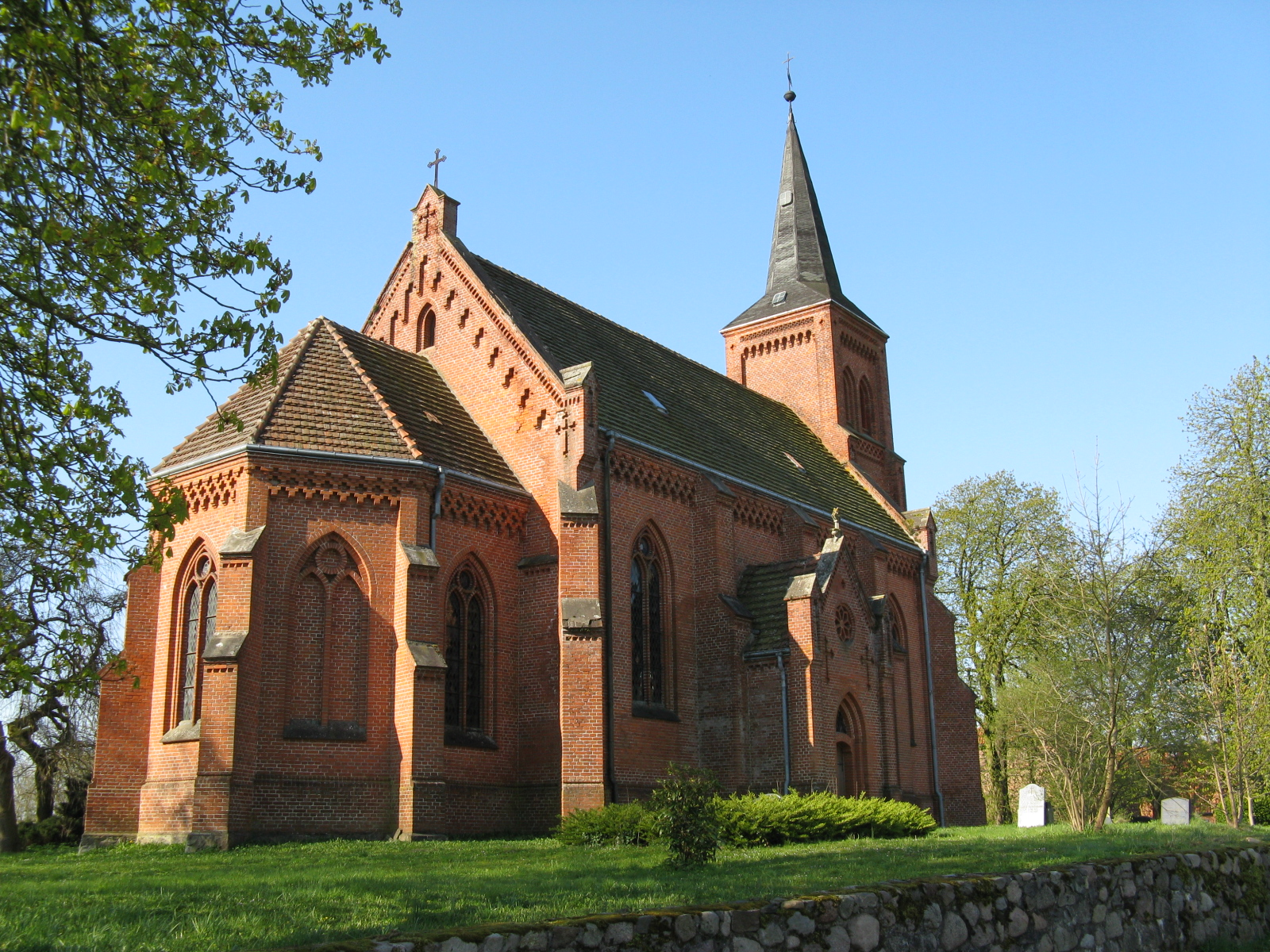
Dorfkirche in Granzin

Der erste Kirchenbau in Granzin wurde wahrscheinlich vor 1277 errichtet, aber um 1360 wieder abgerissen. Die heutige Kirche ist von 1861 bis 1864 nach Entwürfen des Landesbaumeisters Theodor Krüger im neugotischen Stil erbaut worden. Sie wurde am 6. November 1864 eingeweiht. Das Geläut besteht aus zwei Glocken, die bereits in älteren Kirchenbauten Granzins ihren Dienst taten. Die große Glocke mit einem Durchmesser von 101 cm wurde 1486 in Wismar oder Rostock gegossen. Die kleinere Glocke mit 86 cm Durchmesser ist 1755 in Rostock umgegossen worden.
Schule auf dem Land in Mecklenburg wurde erst nach der Reformation eingeführt. In der Schule unterrichtete der Küster. Eine Küsterstelle in Granzin gab es nachweislich bereits im Jahr 1586. Das Ende für die Schule Granzin kam 1975, als in Lübz moderne Zentralschulen fertiggestellt waren.
Um die Jahrhundertwende vom 19. zum 20. Jahrhundert wurden auf den Gemarkungen des Dorfes einige kulturhistorisch wertvolle Funde aus vorgeschichtlicher Zeit gemacht. Einige sind in Schweriner Museen zu besichtigen.
Die Geschichte von Greven ist eng mit dem preußischen Oberst Helmuth von Plessen verbunden, der im Jahre 1734 hier Güter kaufte und Bauern ansiedelte und zur Koppelwirtschaft überging.
Am 1. Januar 1951 wurde die bisher eigenständige Gemeinde Lindenbeck eingegliedert.
Im Bundeswettbewerb „Unser Dorf soll schöner werden“ konnte Granzin 1994 eine Bronzemedaille erringen.

## Politik

### Gemeindevertretung und Bürgermeister
Der Gemeinderat besteht (inkl. Bürgermeisterin) aus 6 Mitgliedern. Die Wahl zum Gemeinderat am 26. Mai 2019 hatte folgende Ergebnisse:
| Partei/Bewerber          | Prozent | Sitze |
| ------------------------ | ------- | ----- |
| Die Linke                | 30,69   | 2     |
| CDU                      | 24,23   | 1     |
| Einzelbewerberin Wegener | 19,65   | 1     |
| Einzelbewerberin Greve   | 16,69   | 1     |
| Einzelbewerber Buchholz  | 8,75    | 1     |

Bürgermeisterin der Gemeinde ist Christine Greve, sie wurde mit 66,80 % der Stimmen gewählt.

### Wappen
| Wappen von Granzin | Blasonierung: „In Blau eine goldene Pferdebremse, zwischen deren gespreizten Schenkeln eine goldene Garbe.“ |
| Wappen von Granzin | Wappenbegründung: In dem Wappenbild sind Symbole zusammengefügt worden, mit denen sich Bezüge zur geschichtlichen Entwicklung und wirtschaftlichen Lage des Ortes herstellen lassen. So steht die Pferdebremse nicht nur für die traditionelle Landwirtschaft im Gemeindebereich, sondern ist auch Wappenbild der ausgestorbenen uradligen Familie von Brüsewitz, dem ersten nachweisbaren Besitzer der zu besiedelnden Waldflächen von Granzin. Die Garbe symbolisiert nicht nur die Pflanzenproduktion in der Region, sondern erinnert zudem als Figur aus dem Wappen der Familie von Winterfeldt, welches in Blau eine goldene Garbe zeigt, gegen die ein silberner Wolf anspringt, an einen der früheren Besitzer von Greven und Beckendorf. Das Wappen wurde von dem Schweriner Heraldiker Karl-Heinz Steinbruch gestaltet. Es wurde am 28. Dezember 2000 durch das Ministerium des Innern genehmigt und unter der Nr. 232 der Wappenrolle des Landes Mecklenburg-Vorpommern registriert. |

### Flagge
Die Gemeinde verfügt über keine amtlich genehmigte Flagge.

### Dienstsiegel
Das Dienstsiegel zeigt das Gemeindewappen mit der Umschrift „GEMEINDE GRANZIN“.

## Sehenswürdigkeiten

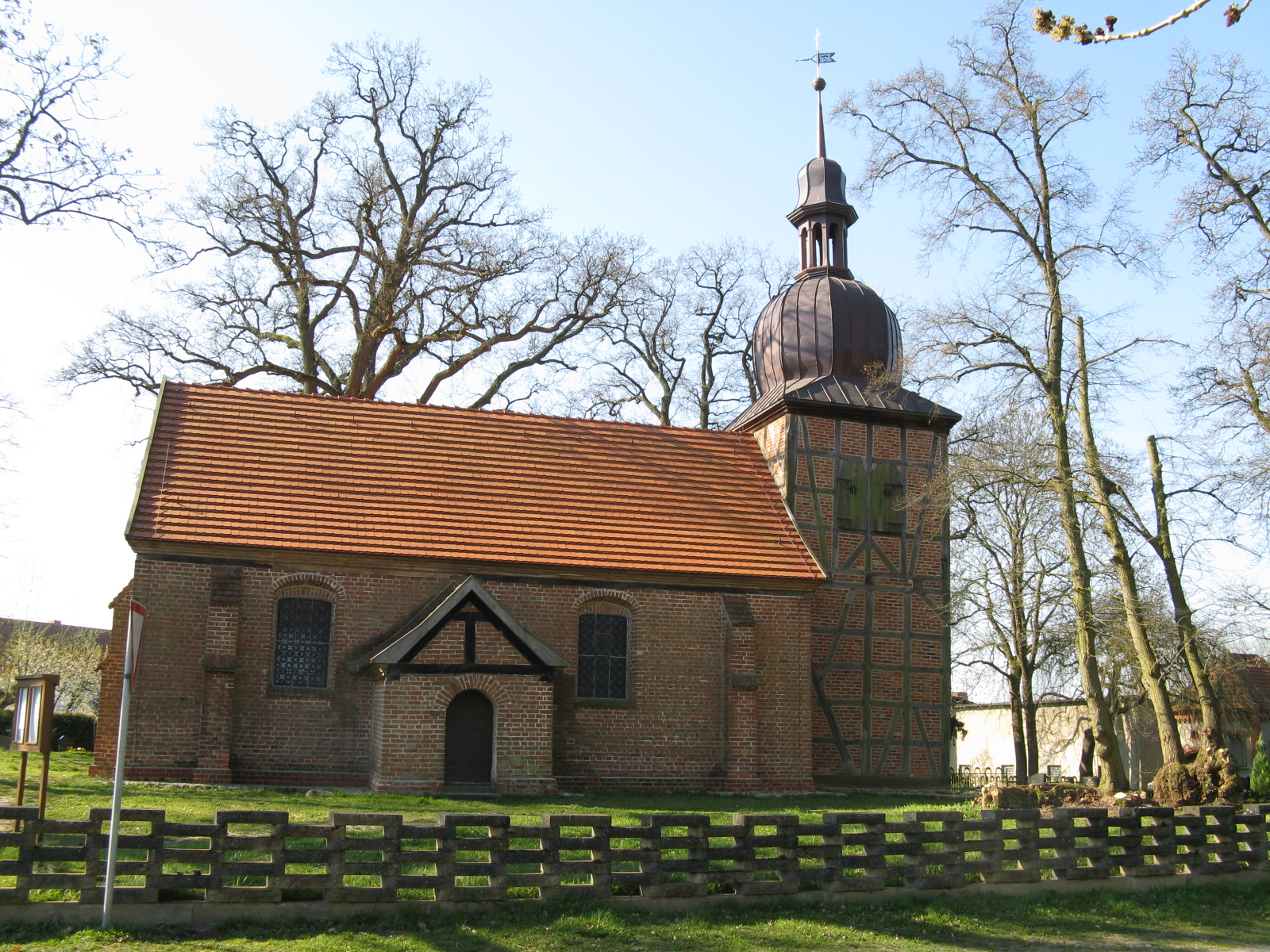
Dorfkirche in Greven

- Gutshaus Greven
- Dorfkirche Granzin
- Dorfkirche Greven

## Persönlichkeiten
- Magnus Knebusch (1874–1937), Gutsherr auf Lindenbeck und Greven, Politiker (DNVP)
- Günther Hecht (1937–2020), Physiker, Rektor der Technischen Universität Chemnitz